# Düngenheim

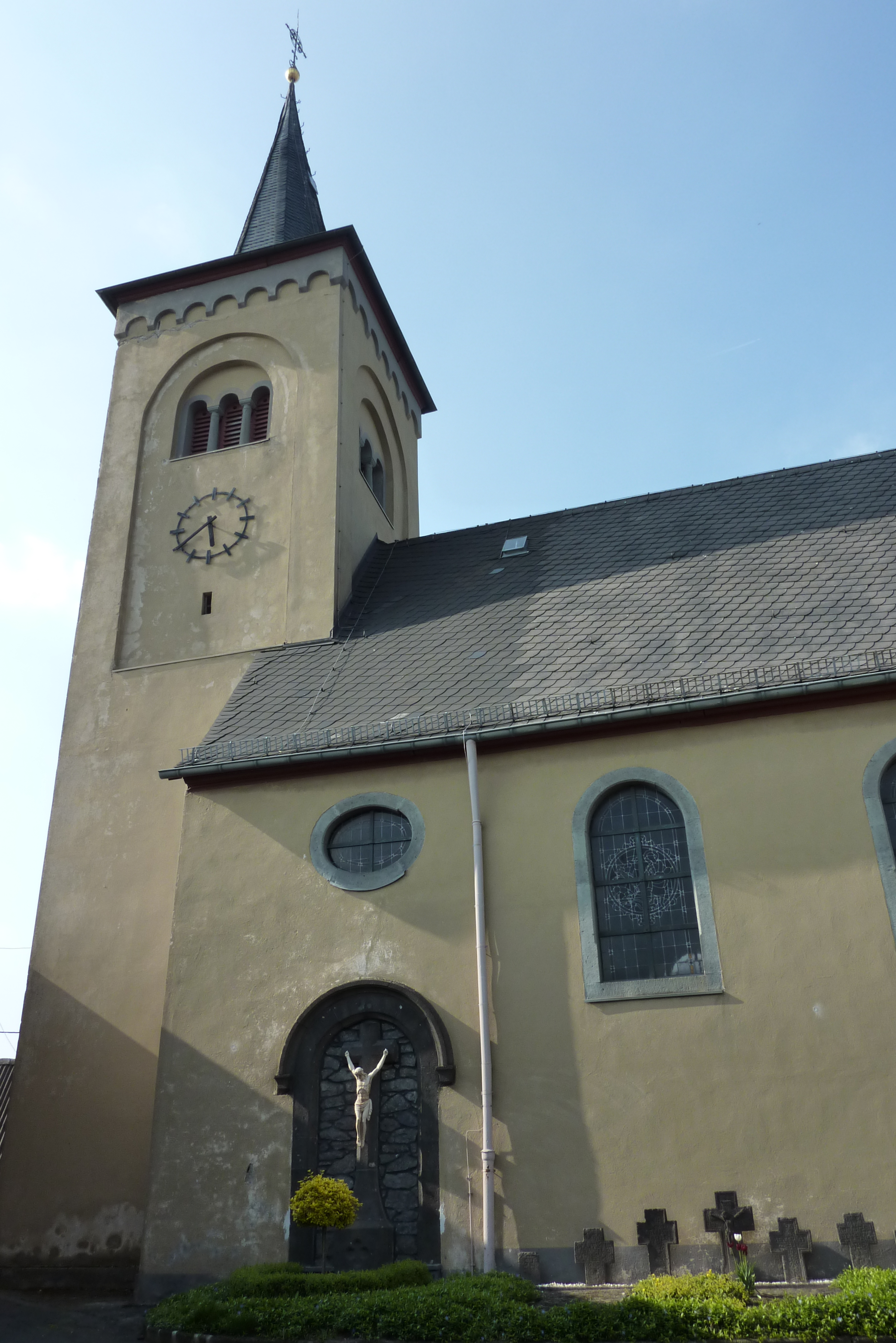
St. Simeon in Düngenheim

Düngenheim ist eine Ortsgemeinde im Landkreis Cochem-Zell in Rheinland-Pfalz. Sie gehört der Verbandsgemeinde Kaisersesch an.

## Geographie

### Geographische Lage
Düngenheim liegt am Rande des Landkreises Cochem-Zell. Der Ort erstreckt sich auf einer Länge von 1,4 Kilometer und ist einwohnermäßig die größte Ortsgemeinde in der Verbandsgemeinde Kaisersesch.
Zu Düngenheim gehören auch die Wohnplätze Kinderheim St. Martin, Lehnholz und Weierthalerhof.

### Klima
Der Jahresniederschlag beträgt 729 mm.

## Geschichte
Der Ort wurde im Jahr 1097 als „Dunechinga“ erstmals urkundlich erwähnt. Spätere Erwähnungen waren „Dunichenheim“ (1140), „Thunechingin“ (1179) und „Dungingen“ (1475).
Bis zum Ende des 18. Jahrhunderts gehörte Düngenheim landesherrlich zu Kurtrier und war dem Amt Kaisersesch zugeordnet. Die Grundherrschaft hatte das Kloster Stuben inne, bereits im Jahr 1179 wurde der Besitz des Klosters durch einen eingesetzten Vogt verwaltet. Laut einem Weistum aus dem Jahr 1521 übte das Kloster Stubben die Niedere Gerichtsbarkeit durch einen Schultheißen aus.
Im Jahr 1794 hatten französische Revolutionstruppen das Linke Rheinufer annektiert, von 1798 bis 1814 gehörte Düngenheim (damals „Dingenheim“) zum Kanton Kaisersesch im Arrondissement Koblenz des Rhein-Mosel-Departements. Der Munizipalrat (Düngenheimer Gemeindevertreter in der Mairie Kaisersesch) war 1808 der Bürger Darscheid. Es gab einen Schullehrer im Ort.
Aufgrund der Beschlüsse auf dem Wiener Kongress (1815) wurde die Region dem Königreich Preußen zugeordnet. Unter der preußischen Verwaltung kam die Gemeinde Düngenheim zur Bürgermeisterei Kaisersesch im Kreis Cochem, der zum neuen Regierungsbezirk Koblenz sowie von 1822 an zur Rheinprovinz gehörte.
Seit 1946 ist die Gemeinde Düngenheim Teil des Landes Rheinland-Pfalz, seit 1968 gehört sie der Verbandsgemeinde Kaisersesch an und seit 1969 zum Landkreis Cochem-Zell.
Lange mit Düngenheim verbunden war der Schieferabbau in verschiedenen Gruben der Umgebung. Mitte des 20. Jahrhunderts wurde der Betrieb eingestellt. Etliche Männer leiden heute noch an den Folgen der harten Arbeit unter Tage. Die Eingänge der Schiefergruben wurde fest verschlossen und dienen nur noch Fledermäusen als Unterschlupf. Für Besucher der Gemeinde ist der Schieferabbau dennoch an den großen Schieferschuttplätzen erkennbar.
Bevölkerungsentwicklung
Die Entwicklung der Einwohnerzahl von Düngenheim, die Werte von 1871 bis 1987 beruhen auf Volkszählungen:
| Jahr | Einwohner |
| 1815 | 487       |
| 1835 | 798       |
| 1871 | 781       |
| 1905 | 966       |
| 1939 | 978       |
| 1950 | 985       |

| Jahr | Einwohner |
| 1961 | 960       |
| 1970 | 1.266     |
| 1987 | 1.145     |
| 1997 | 1.280     |
| 2005 | 1.328     |
| 2023 | 1.371     |

## Politik

### Gemeinderat
Der Gemeinderat in Düngenheim besteht aus 16 Ratsmitgliedern, die bei der Kommunalwahl am 9. Juni 2024 in einer Mehrheitswahl gewählt wurden, und dem ehrenamtlichen Ortsbürgermeister als Vorsitzendem.

### Bürgermeister
Mike Kaiser wurde am 17. Juni 2019 Ortsbürgermeister von Düngenheim. Bei der Direktwahl am 26. Mai 2019 war er mit einem Stimmenanteil von 61,41 % gewählt worden. Bei der Direktwahl am 9. Juni 2024 wurde er als einziger Bewerber mit 56,7 % für weitere fünf Jahre wiedergewählt.
Kaisers Vorgänger als Ortsbürgermeister war bis 2019 Manfred Bons.

## Kultur und Sehenswürdigkeiten

### Vereine
Der Ort besitzt ein ausgeprägtes Vereinsleben mit vielen verschiedenen Vereinen und Zusammenschlüssen: Angelverein, Düngenheimer Carnevals Club (DCC), Möhnenverein, TuS Düngenheim, Tambourverein, Spielzeit Düngenheim, Freiwillige Feuerwehr Düngenheim, Kirchenchor, Schürzenjägerfans, Eifelverein, Hundesportverein und dem Junggesellenverein Düngenheim, der wohl auf die größte Tradition (125 Jahre) zurückblicken kann.
Der größte Verein im Ort ist der Turn und Sportverein (kurz TuS). Mehrere Abteilungen bilden ein komplexes Vereinsgefüge. Die breiteste Sparte ist die Abteilung Fußball. Momentan spielt die SG Düngenheim/Urmersbach/Masburg mit der I. Mannschaft in der Kreisliga A sowie mit der II. Mannschaft in der Kreisliga C. 6–17-jährige Jugendliche können in den verschiedenen Jugendmannschaften spielen.

## Wirtschaft und Infrastruktur

### Bildungs- und Pflegeheime
In Düngenheim befindet sich das Bildungs- und Pflegeheim Sankt Martin. Das Kinderheim St. Martin ist einer der größten Arbeitgeber in der Verbandsgemeinde Kaisersesch. Es liegt am Rande des Waldgebiets Wettau. Seit 1996 gibt es das Seniorendomizil Eifel. Es ist spezialisiert auf das Fachgebiet der künstlichen Beatmung.

### Kindertagesstätten und Schule
Der Träger der Grundschule ist die St. Hildegardishaus GmbH. Im Jahr 2004 hat der Träger eine Genehmigung zur Einrichtung einer privaten Grundschule erhalten. Damit existiert in der Gemeinde Düngenheim seit 1977 wieder eine Grundschule.
Die Grundschule St. Martin Düngenheim ist eine zweizügige Bekenntnisschule mit mittlerweile acht Klassen. Sie bietet eine integrative Beschulung für Kinder mit und ohne besonderen Förderbedarf an.
Die Ortsgemeinde verfügt über zwei Kindertagesstätten, die Integrative Kindertagesstätte St. Martin im Bereich des Bildungs- und Pflegeheims Sankt Martin mit zwei Gruppen und die dreigruppige Kindertagesstätte Arche Noah im Ort. Beide Einrichtungen liegen in der Trägerschaft des Bildungs- und Pflegeheims Sankt Martin Düngenheim.

## Sohn des Ortes
- Klaus Kremer (1927–2007), katholischer Theologe und Kulturphilosoph